# Kòrsou Vishonario
Kòrsou Vishonario (Nederlands: Curaçao met Visie), kortweg VISHON, is een Curaçaose politieke partij. De partij werd opgericht op 29 juni 2020 door Miles Mercera, Menno George en Ishahier Monte. VISHON zet zich in voor het onderwijs en voor de economische en sociale ontwikkeling van Curaçao. Hierbij staat zij open voor nieuwe ideeën, ontwikkelingen en innovatie en neemt zij afstand van de traditionele politiek.
De nieuwe partij neemt deel aan de statenverkiezingen op 19 maart 2021. Politiek leider en lijsttrekker is Miles Mercera, voormalig directeur van de Curaçao Hotel & Tourism Association (Chata).